# Полашек, Филип
Филип Полашек (словац. Filip Polášek; род. 21 июля 1985, Зволен, Чехословакия) — словацкий теннисист; победитель одного турнира Большого шлема в парном разряде (Открытый чемпионат Австралии-2021); победитель 17 турниров ATP в парном разряде.

## Спортивная карьера
В апреле 2008 года впервые выходит в финал на турнире ATP. Вместе с Трэвисом Пэрроттом он вышел в финал турнира в Валенсии. В июле с Ярославом Левинским выигрывает первый титул на турнире Гштаде. В октябре 2008 побеждает во второй раз. Совместно с Трэвисом Пэрроттом происходит это в Санкт-Петербурге. Третью победу в карьере ему удается одержать в июле 2009 года с Ярославом Левинским в Бостаде. Кроме того, в 2009 ему также удается четырежды добраться до финалов турниров парного разряда в Мемфисе, Истборне, Гамбург и Гштаде. В 2010 году вместе с чехом Мартином Даммом он выходит в финал в Халле, а вместе с Леошом Фридлем побеждает в Умаге. В апреле — мае 2011 года ему удается выиграть свой пятый титул. Вместе с чехом Франтишеком Чермаком он побеждает в Белграде, а в октябре в Москве.
Сезон 2019 года стал самым успешным в карьере теннисиста. До середины июня он выступал в парном разряде в Челленджерах, где добился успехов. После этого он выступал на турнирах ATP, а его партнёром стал хорват Иван Додиг. На первом же турнире в Анталье они дошли до финала. Травяной сезон подходил к завершению, и следующим турниром был Уимблдон. В первом круге они одержали сенсационную победу над Джейми Марреем и Нилом Скупски в пяти сетах. Далее последовали трёхсетовые победы над Николасом Монро и Мишей Зверевым, Николой Мектичем и Франко Скугором, Маркусом Дэниэллом и Уэсли Колхофом, дойдя до полуфинала. Там они проиграли Николя Маю и Эдуару Роже-Васслену. Затем Полашек выступал с Филиппом Освальдом, с которым ранее выиграл ряд Челленджеров. Результатом стали финал в Гштаде и победа в Кицбюэле.
На Мастерс в Цинциннати 2019 года Полашек вновь вернулся к Додигу. Они выиграли турнир, обыграв целый ряд сильных теннисистов и пар. В первом круге победа над сильными одиночниками Давидом Гоффеном и молодым Хубертом Гуркачем, во втором над Майком и Бобом Брайанами, в четвертьфинале над Лукашем Куботом и Марсело Мело, в полуфинале снова одолели Джейми Маррея и Нила Скупски, а в финале победителей Уимблдона Хуана-Себастьяна Кабаля и Роберта Фара. Серия удачных выступлений прервалась в США поражением от Джека Сока и Джексона Уитроу.
На азиатских турнирах 2019 года сначала был достигнут полуфинал в Чэнду. Следующий турнир в Пекине стал для них победным, и вновь они обыграли ряд представительных теннисистов: в первом круге Равена Класена и Майкла Винуса, во втором Фабио Фоньини и Доминика Тима, а в полуфинале и финале очередные победы над парой Джейми Маррея и Нила Скупски и парой Лукаша Кубота и Марсело Мело. На Мастерсе в Шанхае была обыграна ещё одна топовая пара Жана-Жюльена Ройера и Хории Текэу, но затем поляк Кубот и бразилец Мело взяли реванш. На Мастерсе в Париже пара дошла до полуфинала, переиграв ещё одну топовую пару Раджив Рам и Джо Солсбери и проиграв Карену Хачанову и Андрею Рублёву. По итогам сезона Филип Полашек, начинавший сезон в Челленджерах, сумел за половину сезона подняться в лидеры мирового рейтинга. Пара Додиг/Полашек заняла 9 место в гонке ATP. После отказа братьев Брайанов, они стали участниками Итогового турнира года в Лондоне. В группе им выпали соперники, которых они уже обыгрывали по ходу сезона, но выступление вышло неудачным. Сначала их снова обыграли Лукаш Кубот и Марсело Мело. Во втором матче они проиграли Радживу Раму и Джо Солсбери. Выиграть они сумели только третий матч у Равена Класена и Майкла Винуса, который ничего не значил ни для одной из пар — южноафриканец и новозеландец уже обеспечили первое место, а Додиг и Полашек заняли последнее место после первых двух поражений. Филип Полашек занял 13 место в парном разряде по итогам сезона — самое высокое в карьере.

## Рейтинг на конец года
| Год  | Одиночный рейтинг | Парный рейтинг |
| 2022 |                   | 90             |
| 2021 |                   | 9              |
| 2020 |                   | 17             |
| 2019 |                   | 13             |
| 2018 |                   | 163            |
| 2013 |                   | 54             |
| 2012 | 1580T             | 32             |
| 2011 |                   | 24             |
| 2010 |                   | 43             |
| 2009 |                   | 31             |
| 2008 | 1195T             | 36             |
| 2007 | 606               | 109            |
| 2006 | 606               | 331            |
| 2005 | 849               | 231            |
| 2004 | 1349T             | 496            |

По данным официального сайта ATP на последнюю неделю года.

## Выступления на турнирах

### Финалы турниров Большого шлема в парном разряде (1)

#### Победы (1)
| №  | Год  | Турнир                       | Покрытие | Партнёр    | Соперницы в финале      | Счёт    |
| 1. | 2021 | Открытый чемпионат Австралии | Хард     | Иван Додиг | Раджив Рам Джо Солсбери | 6-3 6-4 |

### Финалы турнировATPв парном разряде (35)

#### Победы (17)
| Легенда                              |
| ------------------------------------ |
| Турниры Большого шлема (0+1*)        |
| Итоговый турнир ATP (0)              |
| ATP Мастерс / ATP Мастерс 1000 (0+2) |
| АТР Gold / АТР 500 (0+1)             |
| АТР International/ АТР 250 (0+13)    |

| Титулы по покрытиям | Титулы по месту проведения матчей турнира |
| ------------------- | ----------------------------------------- |
| Хард (0+9)          | Зал (0+3)                                 |
| Грунт (0+8)         | Зал (0+3)                                 |
| Трава (0)           | Открытый воздух (0+14)                    |
| Ковёр (0)           | Открытый воздух (0+14)                    |

* количество побед в одиночном разряде + количество побед в парном разряде.
| №   | Дата            | Турнир                       | Покрытие | Партнёр           | Соперники в финале                | Счёт              |
| 1.  | 13 июля 2008    | Гштад, Швейцария             | Грунт    | Ярослав Левинский | Штефан Боли Станислас Вавринка    | 3-6 6-2 [11-9]    |
| 2.  | 26 октября 2008 | Санкт-Петербург, Россия      | Хард(i)  | Трэвис Пэрротт    | Рохан Бопанна Максим Мирный       | 3-6 7-6(4) [10-8] |
| 3.  | 19 июля 2009    | Бостад, Швеция               | Грунт    | Ярослав Левинский | Роберт Линдстедт Робин Сёдерлинг  | 1-6 6-3 [10-7]    |
| 4.  | 1 августа 2010  | Умаг, Швейцария              | Грунт    | Леош Фридль       | Михал Мертиняк Франтишек Чермак   | 6-3 7-6(7)        |
| 5.  | 1 мая 2011      | Белград, Сербия              | Грунт    | Франтишек Чермак  | Оливер Марах Александр Пейя       | 7-5 6-2           |
| 6.  | 31 июля 2011    | Гштад, Швейцария (2)         | Грунт    | Франтишек Чермак  | Кристофер Кас Александр Пейя      | 6-3 7-6(7)        |
| 7.  | 23 октября 2011 | Москва, Россия               | Хард(i)  | Франтишек Чермак  | Карлос Берлок Давид Марреро       | 6-3 6-1           |
| 8.  | 6 января 2012   | Доха, Катар                  | Хард     | Лукаш Росол       | Кристофер Кас Филипп Кольшрайбер  | 6-3 6-4           |
| 9.  | 6 мая 2012      | Мюнхен, Германия             | Грунт    | Франтишек Чермак  | Ксавье Малисс Дик Норман          | 6-4 7-5           |
| 10. | 10 февраля 2013 | Загреб, Хорватия             | Хард(i)  | Юлиан Ноул        | Иван Додиг Мате Павич             | 6-3 6-3           |
| 11. | 14 апреля 2013  | Касабланка, Марокко          | Грунт    | Юлиан Ноул        | Дастин Браун Кристофер Кас        | 6-3 6-2           |
| 12. | 3 августа 2019  | Кицбюэль, Австрия            | Грунт    | Филипп Освальд    | Йоран Влиген Сандер Жиль          | 6-4 6-4           |
| 13. | 18 августа 2019 | Цинциннати, США              | Хард     | Иван Додиг        | Хуан Себастьян Кабаль Роберт Фара | 4-6 6-4 [10-6]    |
| 14. | 6 октября 2019  | Пекин, Китай                 | Хард     | Иван Додиг        | Лукаш Кубот Марсело Мело          | 6-3 7-6(4)        |
| 15. | 21 февраля 2021 | Открытый чемпионат Австралии | Хард     | Иван Додиг        | Раджив Рам Джо Солсбери           | 6-3 6-4           |
| 16. | 16 октября 2021 | Индиан-Уэллс, США            | Хард     | Джон Пирс         | Аслан Карацев Андрей Рублёв       | 6-3 7-6(5)        |
| 17. | 15 января 2022  | Сидней, Австралия            | Хард     | Джон Пирс         | Симоне Болелли Фабио Фоньини      | 7-5 7-5           |

#### Поражения (18)
| №   | Дата            | Турнир                  | Покрытие | Партнёр           | Соперники в финале                   | Счёт              |
| 1.  | 19 апреля 2008  | Валенсия, Испания       | Грунт    | Трэвис Пэрротт    | Максимо Гонсалес Хуан Монако         | 5-7 5-7           |
| 2.  | 22 февраля 2009 | Мемфис, США             | Хард(i)  | Трэвис Пэрротт    | Марк Ноулз Марди Фиш                 | 6-7(7) 1-6        |
| 3.  | 19 июня 2009    | Истборн, Великобритания | Трава    | Трэвис Пэрротт    | Марцин Матковский Мариуш Фирстенберг | 4-6 4-6           |
| 4.  | 26 июля 2009    | Гамбург, Германия       | Грунт    | Марсело Мело      | Симон Аспелин Пол Хенли              | 3-6 3-6           |
| 5.  | 2 августа 2009  | Гштад, Швейцария        | Грунт    | Ярослав Левинский | Михаэль Ламмер Марко Кьюдинелли      | 5-7 3-6           |
| 6.  | 13 июня 2010    | Халле, Германия         | Трава    | Мартин Дамм       | Сергей Стаховский Михаил Южный       | 6-4 5-7 [7-10]    |
| 7.  | 24 июля 2011    | Гамбург, Германия (2)   | Грунт    | Франтишек Чермак  | Оливер Марах Александр Пейя          | 4-6 1-6           |
| 8.  | 2 октября 2011  | Куала-Лумпур, Малайзия  | Хард(i)  | Франтишек Чермак  | Эрик Буторак Жан-Жюльен Ройер        | 1-6 3-6           |
| 9.  | 9 октября 2011  | Токио, Япония           | Хард     | Франтишек Чермак  | Джейми Маррей Энди Маррей            | 1-6 4-6           |
| 10. | 14 января 2012  | Окленд, Новая Зеландия  | Хард     | Франтишек Чермак  | Оливер Марах Александр Пейя          | 3-6 2-6           |
| 11. | 26 мая 2012     | Ницца, Франция          | Грунт    | Оливер Марах      | Боб Брайан Майк Брайан               | 6-7(5) 3-6        |
| 12. | 21 октября 2012 | Вена, Австрия           | Хард(i)  | Юлиан Ноул        | Андре Бегеман Мартин Эммрих          | 4-6 6-3 [4-10]    |
| 13. | 5 января 2013   | Доха, Катар             | Хард     | Юлиан Ноул        | Кристофер Кас Филипп Кольшрайбер     | 5-7 4-6           |
| 14. | 29 июня 2019    | Анталья, Турция         | Трава    | Иван Додиг        | Артём Ситак Йонатан Эрлих            | 3-6 4-6           |
| 15. | 28 июля 2019    | Гштад, Швейцария (2)    | Грунт    | Филипп Освальд    | Йоран Влиген Сандер Жиль             | 4-6 3-6           |
| 16. | 18 января 2020  | Аделаида, Австралия     | Хард     | Иван Додиг        | Максимо Гонсалес Фабрис Мартен       | 6-7(12) 3-6       |
| 17. | 12 января 2021  | Анталья, Турция (2)     | Хард     | Иван Додиг        | Никола Мектич Мате Павич             | 2-6 4-6           |
| 18. | 3 октября 2021  | Сан-Диего, США          | Хард     | Джон Пирс         | Нил Скупски Джо Солсбери             | 6-7(2) 6-3 [5-10] |